# ニコメディアのアドリアノとナタリア
ニコメディアのアドリアノとナタリア（Adrian and Natalia of Nicomedia、? - 306年頃）は、キリスト教の殉教者。カトリック教会と正教会の聖人である。アドリアノはハドリアノ（Hadrian）とも表記される。ラテン名でハドリアヌス（Hadrianus）、アドリアヌス（Adrianus ）とも。正教会ではニコミデヤの聖致命者アドリアン、聖致命女ナタリヤと表記される。

## 生涯

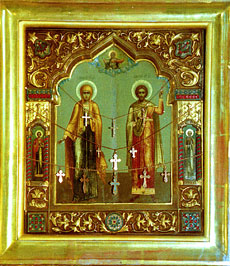
聖アドリアノと聖ナタリアのイコン

彼らについて歴史的記録は残されていないが『ヒエロニムスの殉教者伝』（Martyrologium Hieronymianum）の3月11日の項で「アドリアノと23人の仲間」の記載が確認される。ガレリウス統治下のローマ帝国で殉教したとされる。
のちにホノリウス1世はフォロ・ロマーノにあった元老院議事堂を教会に改装し、アドリアノに捧げている。

## 聖人伝

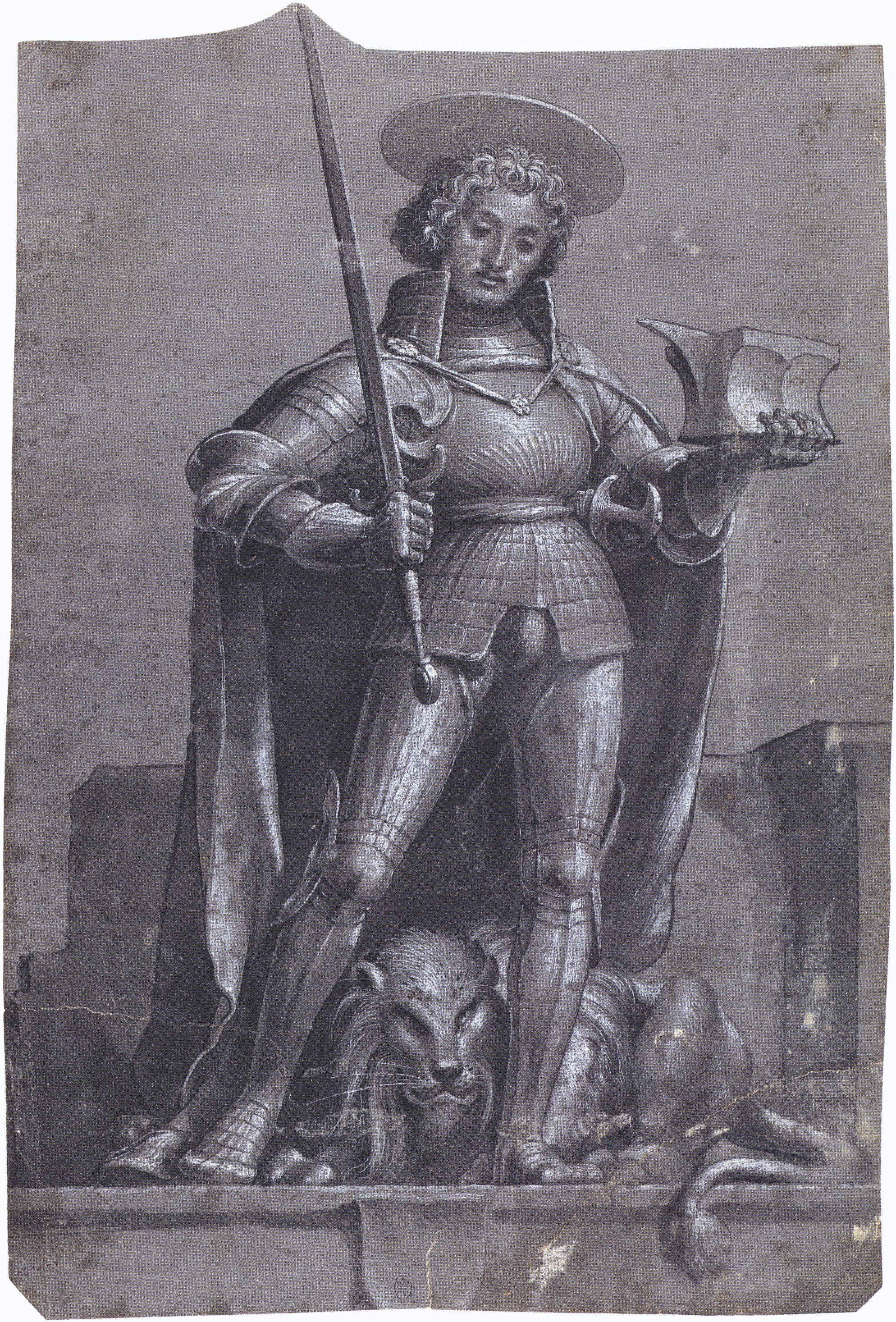
聖アドリアノ、ハンス・ホルバイン画

親衛隊の将官だったアドリアノはニコメディアにおいて、ガレリウスと共に22人のキリスト教徒を捕らえて拷問にかけ信仰を試した。アドリアノは彼らの信仰に感銘を受け、自らもキリスト教徒となることを宣言したために投獄され、拷問にかけられることとなった。
アドリアノの妻ナタリアは、アドリアノと共に投獄されているキリスト教徒たちをひそかに応援した。迫害のために信仰を隠していたがナタリアはキリスト教徒であった。
アドリアノは足首を切り落とされ、金床の上で腿を砕かれたのち、両手を切り落とされて殉教した。また、仲間のキリスト教徒たちも彼と同じように足を切り落とされ殉教した。ガレリウスが殉教者たちの遺骸を焼き払うよう命じたため、ナタリアはこっそりアドリアノの片手を隠し持った。しかし、遺骸が火の中に放り込まれると突然の大雨で火が消え、遺骸は無事だったのでキリスト教徒の手でコンスタンティノープルに運ばれることとなった。
家に戻ったナタリアはしばらくの間、アドリアノの片手と共に暮らしていたが、護民官に求婚されたため、コンスタンティノープルに逃げ出した。コンスタンティノープルに辿り着いたナタリアはアドリアノの遺骸に手を戻すと、アドリアノの夢を見たのち、周りに別れを告げて息を引き取った。ナタリアの遺体は殉教聖人たちのそばに並べられた。

## 崇敬

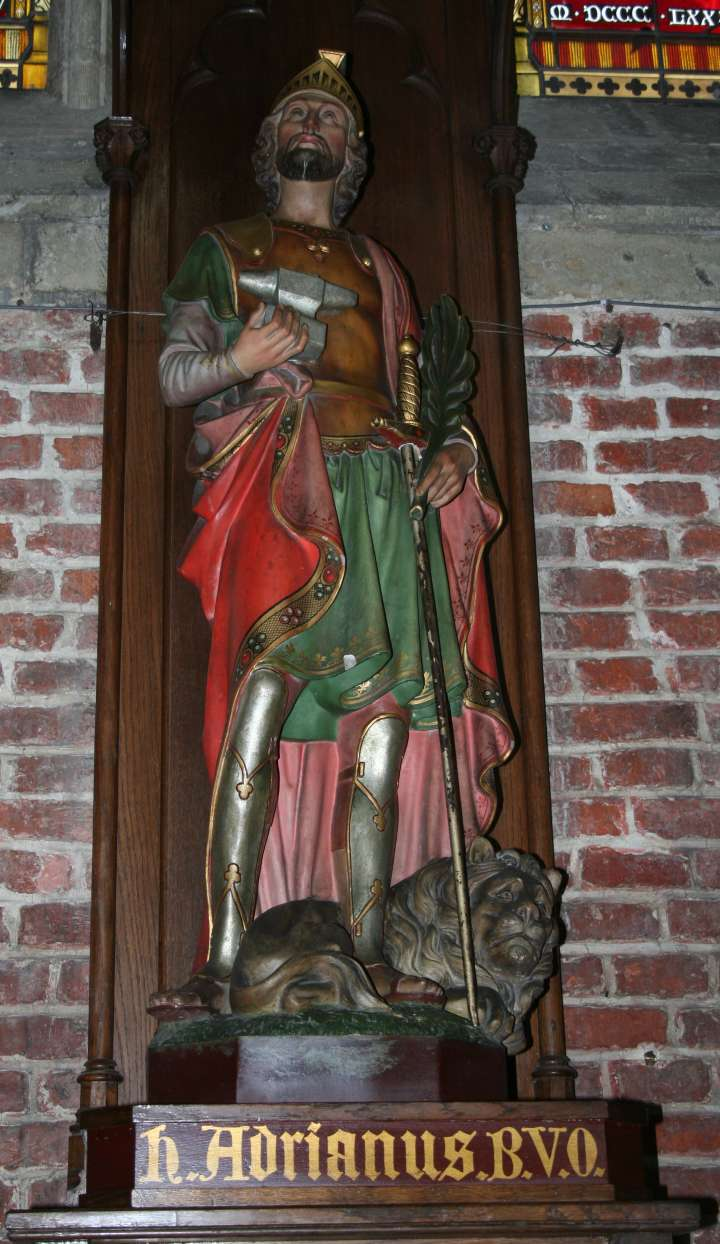
聖アドリアヌス像、ヘントの聖ミカエル教会

アドリアノは兵士、肉屋、鍛冶屋の守護聖人である。ローマ貴族または騎士の服装で、金床と鉛を持った姿でナタリアとともに描かれる。
記念日（記憶日）は9月8日（修正ユリウス暦で8月26日）。正教会においてはナタリアと共に崇敬されており、カトリック教会においてはアドリアノのみが列聖されている。